# 弦楽六重奏曲 (ドヴォルザーク)
弦楽六重奏曲 イ長調 作品48（B. 80）は、アントニン・ドヴォルザークの1870年代後半の室内楽曲。大部分が1878年5月に作曲された。ドヴォルザークの最初に外国で演奏された作品である。

## 概略
1875年から1879年までの年代は、ドヴォルザークの生涯において非常に重大な時期であった。オーストリア帝国政府より奨学金を得て、作曲のみに専心できるようになり、その責任感からドヴォルザークは懸命になって多作をこなしていったのだった。《弦楽六重奏曲イ長調》もまた、そのような創作活動の成果の一つだったのである。
ドイツの楽譜出版社フリッツ・ジムロックがこの作品を、演奏家で社外協力者のヨーゼフ・ヨアヒムに提供したところ、ヨアヒムは知人の演奏家とともに、1879年7月19日に非公開演奏で本作を取り上げた。その場に作曲者自身も立ち会っており、その演奏に魅了されたという。翌日ドヴォルザークは、友人のアロイス・ゲーブルに、「ヨアヒムは僕のことを待ち兼ねており、わざわざ僕のために夕べの演奏会まで開いてくれた。行事の合間に、彼らは僕の新作の四重奏曲と六重奏曲を演奏してくれた。深い理解力をもって情熱的に演奏してくれたんだ」と書き送っている。
初版は1879年にベルリンのジムロック社より刊行された。1957年には学術校訂版が出版されている。

## 楽器編成
- ヴァイオリン、ヴィオラ、チェロ（各2）。

## 楽曲構成
以下の4つの楽章より成る。
1. アレグロ・モデラート （Allegro moderato）
2. 「ドゥムカ」 ポコ・アレグレット（Dumka. Poco allegretto）
3. 「フリアント」プレスト （Furiant. Presto）
4. 「終曲。主題と変奏」アレグレット・グラツィオーソ・クヮジ・アンダンティーノ （Finale. Tema con variazioni. Allegretto grazioso, quasi andantino）

本作は、《3つのスラヴ狂詩曲》作品45や、《スラヴ舞曲集》作品46と同時期の作品であり、それらと同様の作風を採っていることから、性格的に「スラヴ風」と呼びうる。たとえば中間の2楽章は、様式化されたドゥムカと、部分的に民族調のフリアントである。
第1楽章はソナタ形式によっており、柔和で瞑想的な曲調の終楽章は、変奏曲に他ならない。